# Derechos humanos en Corea del Norte
Corea del Norte se halla entre los países con los índices más bajos de respeto a los derechos humanos, motivo por el cual ha recibido críticas de organizaciones tanto gubernamentales como no gubernamentales, sobre todo de organizaciones radicadas en Occidente: Amnistía Internacional, PSCORE, Human Rights Watch, la Unión Europea y la ONU. Las ONG pro derechos humanos de Occidente aseguran que Corea del Norte comete violaciones de los derechos humanos "a una escala sin parangón en el mundo contemporáneo", en lo concerniente al derecho a la libertad individual y la libre expresión. Por su parte, el gobierno norcoreano, a través del medio de comunicación nacional oficial, la Agencia Telegráfica Central de Corea, mantiene la postura de que cualquier crítica internacional hacia el estatus de los derechos humanos en el país es un pretexto para derrocar su sistema socialista, basado en la ideología Juche. Asimismo, las autoridades norcoreanas se han quejado reiteradamente de que los abusos cometidos por aquellos que critican las violaciones norcoreanas a los derechos humanos nunca son, en su opinión, castigados.
La Asamblea General de las Naciones Unidas adopta cada año, desde 2003, una resolución en la que condena el estado de los derechos humanos en el país. La resolución del 19 de diciembre de 2011, aprobada por 123 votos a favor y 16 en contra, con 51 abstenciones, conminaba al gobierno de Pionyang a que terminase con "las violaciones sistemáticas y generalizadas de los derechos humanos", entre las que se cuentan las ejecuciones públicas y las detenciones arbitrarias. Esta resolución fue rechazada por Corea del Norte, bajo la premisa de que fue formulada por razones políticas y con base en acusaciones sin fundamento . En febrero de 2014, una comisión especial de la ONU publicó una recopilación de testimonios de primera mano de 400 páginas, en la que se documentan "atrocidades indecibles" cometidas en el país.
Según R.J. Rummel, los trabajos forzados, las ejecuciones y los campos de concentración fueron responsables de más de un millón de muertes en Corea del Norte entre 1948 y 1987; otros han estimado 400,000 muertes solo en campos de concentración. El coautor de El libro negro del comunismo, Pierre Rigoulot, estima 100,000 ejecuciones, 1.5 millones de muertes en campos de concentración y 500,000 muertes por hambruna, alcanzando un total de 2.1 millones de víctimas (sin contar los 1.3 millones de soldados y civiles coreanos muertos en ambos bandos durante la Guerra de Corea). Durante la Guerra de Corea, la RPDC "liquidó" a 29,000 civiles en los primeros 3 meses de ocupación de Corea del Sur.

## Situación general de los derechos humanos en Corea del Norte
Los derechos humanos están sumamente limitados en Corea del Norte. Aunque muchos derechos están garantizados de iure por la constitución del país, en la práctica no existe de facto el derecho a la libertad de expresión, y los únicos medios de comunicación (prensa, radio, televisión y música) considerados legales son los de titularidad estatal. Se estima que entre 80 000 y 120 000 presos políticos están encarcelados en campos de concentración, donde son sometidos a trabajos forzados, ejecuciones y abusos de todo tipo. Asimismo, el gobierno norcoreano vigila estrechamente las actividades de los visitantes extranjeros durante su estancia en el país. Los voluntarios de las ONG, por ejemplo, están siempre sujetos a la supervisión de las autoridades, y no se les permite viajar a aquellos lugares y regiones a los que el gobierno no considera adecuado que accedan. Dado que no existen vías legales a disposición de los ciudadanos para abandonar el país a voluntad (salvo excepciones como los deportistas que representan a Corea del Norte en los Juegos Olímpicos), los registros acerca del estado de los derechos humanos en Corea del Norte han tenido que ser elaborados, sobre todo, a partir de los testimonios de refugiados y desertores norcoreanos.

### Investigación de la ONU sobre los Derechos Humanos en Corea del Norte

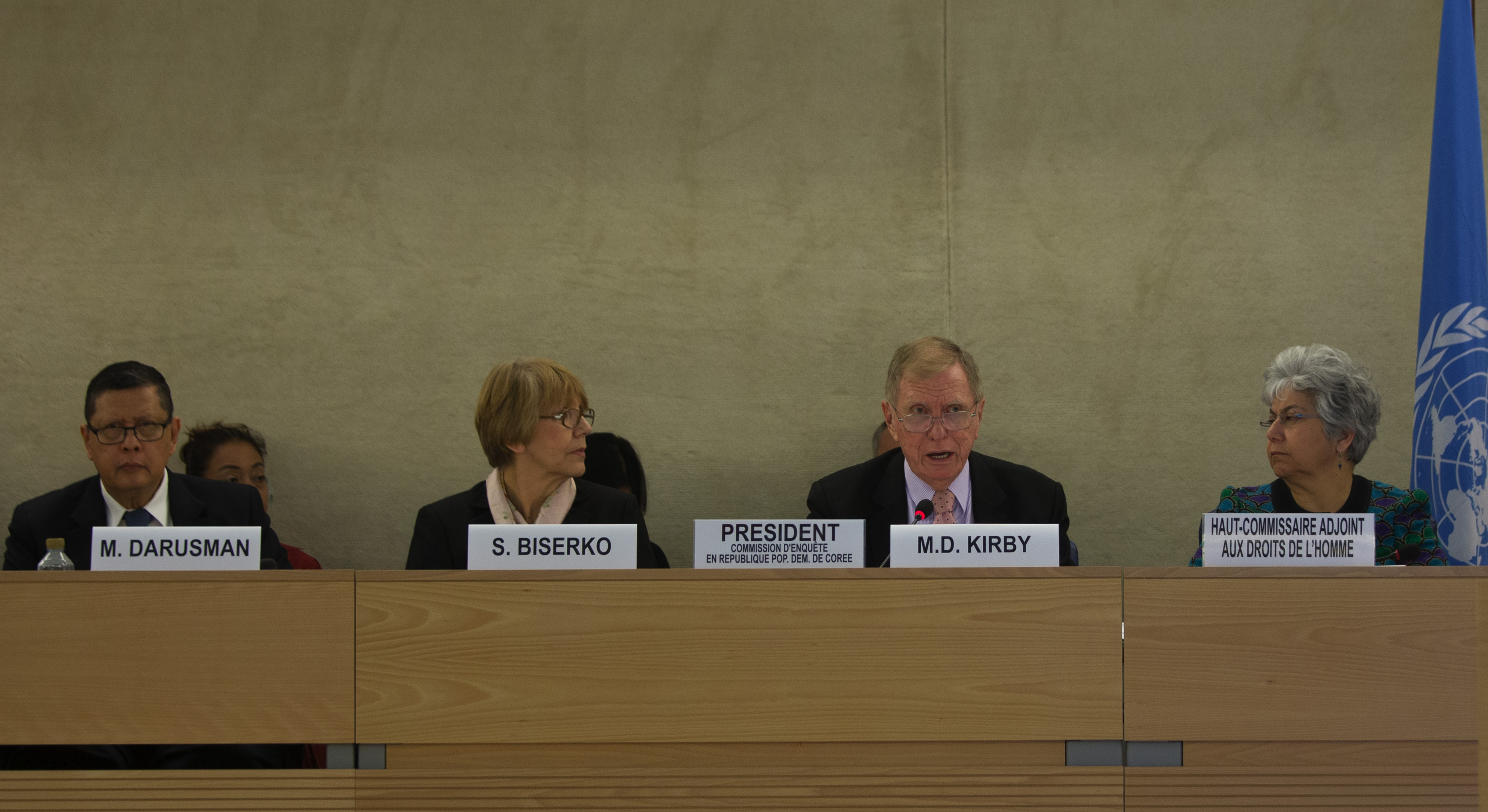
La Comisión de Investigación encontró pruebas de violaciones flagrantes, sistemáticas y generalizadas de los derechos humanos.

El 6 de mayo de 2013, el Consejo de Derechos Humanos de la ONU anunció el nombramiento de Michael Kirby de Australia, Sonja Biserko de Serbia, y Marzuki Darusman de Indonesia como miembros de la Comisión de Investigación sobre los Derechos Humanos en la República Democrática Popular de Corea.

[La] comisión de investigación indagará en las violaciones sistemáticas, graves y generalizadas de los derechos humanos en la República Popular Democrática de Corea... entre otras la violación del derecho a la alimentación,  las violaciones asociadas con los campos de concentración, la tortura y el trato inhumano, detenciones arbitrarias, discriminación, violaciones de la libertad de expresión, violaciones del derecho a la vida, violaciones del derecho a la libertad de desplazamiento, y desapariciones forzadas, incluso mediante el secuestro de ciudadanos extranjeros de otros Estados, con objeto de asegurar la plena rendición de cuentas ante la justicia, particularmente en aquellos casos en los que estas violaciones puedan suponer crímenes contra la Humanidad.

El 17 de febrero de 2014, los expertos de la comisión pulicaron los resultados de su investigación en un informe de 400 páginas. A raíz de los datos publicados en el citado informe, la comisión acusó al gobierno norcoreano de estar involucrado en violaciones sistemáticas, generalizadas y graves de los derechos humanos. Michael Kirby, el presidente de la comisión, describió algunas de estas violaciones de los derechos humanos, comparándolas con los crímenes de guerra nazis.

En múltiples instancias, las violaciones a los derechos humanos investigadas por la comisión constituyen crímenes contra la Humanidad. Estas no son meros abusos del Estado; son las piezas clave de un régimen político que se ha alejado de los ideales en los que afirma basarse. La gravedad, escala y naturaleza de estas violaciones pintan un Estado sin parangón en el mundo contemporáneo.

Roberta Cohen, copresidenta del Comité por los Derechos Humanos en Corea del Norte, declaró que era hora de que la comunidad internacional actuase para proteger a aquellos perseguidos por sus ideas políticas y llevar ante la justicia a los perpetradores de abusos a los derechos humanos en Corea del Norte. No obstante, la República Popular Democrática de Corea del Norte rechazó los resultados de la investigación. En una declaración oficial, el gobierno norcoreano afirmó que la comisión de la ONU era "un producto de la politización de los derechos humanos por parte de la UE y Japón, aliados con la política exterior hostil de EE.UU." El 18 de noviembre de 2014, las Naciones Unidas votaron a favor del borrador de una resolución para denunciar a Corea del Norte ante la Corte Penal Internacional por crímenes de lesa humanidad.

### Postura de la República Popular Democrática de Corea del Norte
Basándose en el marxismo, el confucionismo y la ideología Juche, el Estado norcoreano considera que los derechos humanos son condicionales y no universales, que los derechos colectivos tienen prioridad sobre los individuales, y que los derechos económicos, sociales y culturales son importantes.
Kim Il-sung declaró que "la democracia norcoreana era incapaz de otorgar libertad y derechos a elementos hostiles que se opongan al socialismo, o elementos que actúen en contra de los intereses del Pueblo".
El gobierno norcoreano asegura que la Constitución de la República Popular Democrática de Corea del Norte garantiza los derechos humanos de todos sus ciudadanos sin excepción, y que estas garantías están plenamente desarrolladas en la legislación del país y se hacen cumplir de forma estricta.
Siete meses después de la publicación del informe de la Comisión de Investigación, Corea del Norte publicó su propio informe, obra de la Asociación para el Estudio sobre los Derechos Humanos de la RPDCN, el cual sostiene que los norcoreanos "gozan de verdaderos derechos humanos". El Estado norcoreano también accedió a implementar 113 de las 268 recomendaciones para mejorar la situación de los derechos humanos en el país, las cuales fueron formuladas en el Examen Periódico Universal del Consejo de los Derechos Humanos de la ONU. Kirby calificó como una "treta diplomática" la participación de Corea del Norte en el Examen Periódico Universal, al igual que la publicación del informe norcoreano anteriormente mencionado y la asistencia de Hwang Pyong-so a los Juegos Asiáticos de 2014. También manifestó sus dudas acerca de si el país estaba verdaderamente preocupado por el respeto a los derechos humanos, o simplemente se preparaba para recibir críticas de la ONU. No obstante, Kirby aceptó parte de los contenidos del informe de la Asociación para el Estudio sobre los Derechos Humanos de la RPDCN, a los que calificó como "un trabajo honesto", si bien resaltó que dicho documento no abordaba los problemas mencionados en el informe de la Comisión de Investigación.

## Restricciones de acceso a Internet
La mayoría de los norcoreanos no conocen la existencia de la Internet global, porque su acceso nunca ha sido posible, y eso desde su invención. Este bloqueo del acceso a la Internet global se hace para bloquear la entrada de información externa y proteger la estabilidad del régimen. En cambio, los ciudadanos norcoreanos están utilizando una Intranet nacional controlada por el Estado, una alternativa fuertemente censurada y restringida. Sólo una pequeña selección de ciudadanos tiene el privilegio de utilizar la World Wide Web global, como funcionarios del gobierno, investigadores especializados y trabajadores en el extranjero.
Las restricciones de la RPDC al acceso a la Internet global e Intranet plantean graves problemas para la libertad política, social y económica de los ciudadanos norcoreanos. Con este informe sobre la Libertad de Internet en la RPDC, PSCORE arroja luz sobre las restricciones sin precedentes de la RPDC al acceso global a Internet, ilustrando una vez más sus fuertes rasgos autoritarios.

### El Modelo Norcoreano de Control del Internet
La RPDC tiene conciencia de la importancia de los dispositivos digitales e Internet global para su propio desarrollo sostenible. A principios de la década de 1990, el exlíder supremo Kim Jong-Il elogió el progreso científico y tecnológico del país. Su discurso, alimentado por la crisis de hambruna en Corea del Norte, impulsó la investigación en este campo para establecer un plan inicial de construcción de una infraestructura nacional de red de fibra óptica a largo plazo. Más tarde, influenciado por su visita de 2001 en el Complejo Industrial de Pudung en Shanghái, Kim anunció su proyecto de telecomunicación móvil, que esperaba ampliar desde la capital, Pionyang. De la misma manera, en su 2021 Revisión Nacional Voluntaria, la RPDC ha reconocido el papel de los tecnologías óptimas para luchar a contra de los dificultades de las sanciones prolongadas, las catástrofes naturales y la pandemia de coronavirus – lo que a su vez contribuirá a avanzar en los 17 Objetivos de Desarrollo Sostenible y a mejorar los medios de subsistencia de su población.
La RDPC utiliza la cyber estrategia “Controlar primero, utilizar después”, para impedir que cualquier información externa llegue al público en general. En cambio, los ciudadanos norcoreanos disponen de una intranet nacional, que sirve principalmente como medio de eficiencia laboral, educación, comercialización y entretenimiento. El contenido está fuertemente vigilado, al igual que cualquier otro medio de comunicación, para prohibir la difusión de opiniones discrepantes. El acceso a la Intranet también está muy limitado debido a la falta de computadores y el contenido disponible es una mezcla de herramientas de propaganda y material fuertemente censurado.

Incluso los pocos seleccionados a los que se concede acceso a la red mundial de Internet deben someterse a un largo proceso de selección. Antes de utilizarla, hay que presentar una solicitud en la que se indique el propósito del uso de Internet, así como la hora y la fecha. Esta solicitud es revisada y debe ser aceptada por tres autoridades distintas. Si se concede el permiso, los ciudadanos tienen que seguir los protocolos de uso de la red y son supervisados por inspectores de seguridad.
“Un bibliotecario se sienta entre dos usuarios de Internet y supervisa continuamente lo que buscan las personas de ambos lados. Cada cinco minutos, la pantalla se congela automáticamente y el bibliotecario debe autenticarse con su huella dactilar para poder seguir usando Internet. En total, podíamos utilizar Internet durante una hora. Necesitaba encontrar datos en esa hora. Para volver a utilizar Internet, había que obtener un nuevo permiso. Había un agente de la Seguridad del Estado que siempre estaba presente” – Kim Suk H
Negar el acceso a los medios digitales y la tecnología digital también está negando el acceso a las prácticas democráticas:
“Si Internet funcionara, sería difícil mantener a Corea del Norte.  […] Sería un desastre, para la mayoría de las personas sus pensamientos cambiarán.  Se sentirán traicionados, es solo cuestión de tiempo, todos cambiarán.  […] Los norcoreanos que viven en el extranjero saben la verdad.  […] Internet juega un papel importante en la deserción de los norcoreanos.  Si lo usan aunque sea una vez, lo descubren todo”. – Kim Yeon-Ri

También, según un informe de Amnistía Internacional en 2005: 
“La información permanece estrictamente controlada, al igual que el acceso al territorio. A pesar de las reiteradas solicitudes, el gobierno siguió negando el permiso para entrar en suelo norcoreano al relator especial sobre la situación de los derechos humanos en la República Popular Democrática de Corea. el relator de la Comisión de Derechos Humanos de las Naciones Unidas, el Relator Especial de las Naciones Unidas sobre el Derecho a la Alimentación, sino también a Amnistía Internacional y otros observadores independientes de la situación de los derechos humanos. Esta prohibición de acceso al territorio impuesta a Amnistía Internacional y otros observadores independientes compromete la investigación sobre la situación de los derechos humanos. Sin embargo, hay informes de una política gubernamental que resulta en violaciones sistemáticas de los derechos fundamentales, incluidas ejecuciones, actos de tortura, encarcelamiento de presos políticos y condiciones inhumanas de detención. »

## Libertades individuales, de expresión y de asociación
Según el informe anual de Amnistía Internacional de 2005, “la libertad de expresión y asociación siguió estando severamente restringida. Los medios de comunicación estaban controlados por un solo partido político, al que los periodistas se veían obligados a afiliarse. Según los informes, desde la década de 1990, al menos 40 periodistas han sido sometidos a “reeducación” por cometer errores como escribir mal el nombre de un alto funcionario. Sin embargo, según Amnistía Internacional, la información relativa al encarcelamiento de periodistas es imposible de verificar in situ. Según el mismo informe, no se tolera ninguna oposición al régimen, y cualquier reunión o asociación no autorizada es sancionada como “disturbios colectivos”.
La libertad religiosa, aunque garantizada por la constitución, está severamente reprimida, el ejercicio de la fe cristiana puede desembocar en campos de concentración.
Corea del Norte no reprime la homosexualidad, pero rechaza la imagen de una cultura gay como la occidental que, según él, abraza el modelo capitalista de la sociedad de consumo.
En mayo de 2006, la agencia británica AP Television News se convirtió en la primera agencia occidental en tener una oficina permanente en Corea del Norte11. AP Television News cubrió anteriormente varios eventos en Corea del Norte, incluida la Feria Comercial Internacional de Pionyang. Esta instalación sigue a una apertura sin precedentes de Corea del Norte a los periodistas occidentales durante las ceremonias del 60 aniversario de la Liberación de Corea y la fundación del Partido de los Trabajadores de Corea en el otoño de 2005.
En 2008, el centenar de occidentales autorizados a vivir en Pionyang estaban recluidos en un distrito que lleva el nombre de “compuesto”, donde la mayoría de los norcoreanos no estaban autorizados a entrar12.
Como en las democracias de viejos, los permisos internos regulan el movimiento de los ciudadanos dentro de su país.

## Tortura y maltratos
Informes recibidos de diversas fuentes indican que la tortura y los malos tratos son generalizados en los campos de trabajo, y también en los centros de detención donde se retiene a los norcoreanos devueltos de China para interrogarlos hasta que son trasladados a otros lugares. Las condiciones en cárceles y campos de trabajo son de una dureza extrema, según los informes. Los internos deben trabajar desde el amanecer hasta bien entrada la noche en granjas o fábricas, e infracciones disciplinarias menores pueden ser castigadas con brutales palizas. Sin embargo, algunos informes señalan que la falta de alimentos, la dureza de las condiciones y la falta de atención médica provocan más muertes que la torturas o los malos tratos. 

### Ejecuciones
Amnistía Internacional ha recibido informes de ejecuciones públicas realizadas ante grandes multitudes, de las que se había informado previamente a colegios, empresas y explotaciones agrícolas. Según los informes, algunos presos son ejecutados ante sus familiares. El método de ejecución es la horca o el pelotón de fusilamiento. Libertad de expresión No se tolera ningún tipo de oposición. Según los informes, cualquier persona que exprese una opinión contraria a la del partido gobernante se expone a ser duramente castigada, y en muchos casos el castigo se extiende también a su familia. Los medios de comunicación nacionales sufren una férrea censura y el acceso a las emisiones de medios de comunicación internacionales está restringido.
Cualquier asamblea o asociación no autorizada se considera «disturbio colectivo», punible legalmente. La libertad religiosa, aunque garantizada por la Constitución, en la práctica está muy reprimida. Hay informes de duras medidas represivas, encarcelamientos, torturas y ejecuciones contra personas que realizaban actividades religiosas públicas y privadas. Según los informes, muchos cristianos están en campos de trabajo.

### Pena de muerte
La pena de muerte está en vigor y se aplica. Sin embargo, según Amnistía Internacional, la mejora de la situación económica se ha traducido en una reducción del número de ejecuciones públicas. Las autoridades norcoreanas por su parte afirmaron, en 2001, que no aplicaban la pena de muerte desde 1992, luego, según el informe de Amnistía, anunciaron el cese de las ejecuciones en 2003.

Según el informe de Amnistía Internacional de 2006,
“Se han denunciado casos de ejecución de opositores políticos encarcelados. También habrían sido ejecutadas personas acusadas de delitos económicos (robo de alimentos, por ejemplo). Según información que no pudo ser confirmada, varios líderes de iglesias clandestinas corrieron la misma suerte. En febrero llegaron informes de que unos 70 norcoreanos, que habían tratado de buscar refugio en China, habían sido ejecutados públicamente el mes anterior después de que las autoridades de Beijing los devolvieran a la fuerza. Esta información no pudo ser verificada. Una grabación de vídeo que muestra la ejecución pública a tiros de dos personas ha llegado al extranjero. Según los informes, la ejecución tuvo lugar el 1 de marzo en Hoeryong, una ciudad en el noreste del país, luego de un juicio en el que, según informes, 11 personas fueron procesadas por trata de personas y asistencia para facilitar las visitas en China, prohibida. La misma grabación también mostró otra ejecución, que supuestamente tuvo lugar el 2 de marzo en la cercana ciudad de Yuson. »
El 12 de diciembre de 2013, Jang Song Thaek, tío de Kim Jong-Un, fue condenado a muerte.

## Derecho a no padecer hambre ni malnutrición
Corea del Norte continúa dependiendo de la ayuda internacional para alimentar a su población, a pesar de lo cual muchos de los habitantes del país sufren hambre y malnutrición. Según un estudio publicado el año pasado por la FAO (Organización para la Alimentación y la Agricultura), 13 millones de norcoreanos (más de la mitad de la población) sufrían malnutrición. Las agencias de ayuda han calculado que desde mediados de los noventa pueden haber muerto hasta dos millones de personas como consecuencia de los graves déficits de alimentos provocados por los desastres naturales y la mala gestión económica. Varios millones de niños sufren malnutrición crónica que impide su desarrollo físico y mental. Muchos norcoreanos también carecen de la atención médica adecuada debido a la escasez de medios materiales y humanos. 
El derecho a no padecer hambre ni malnutrición es uno de los más fundamentales que recoge la Carta Internacional de Derechos Humanos. El Pacto Internacional de Derechos Económicos, Sociales y Culturales, en el cual Corea del Norte no forma parte, garantiza el derecho a la alimentación. El reparto de alimentos en los casos en que es necesaria la ayuda humanitaria es una responsabilidad conjunta y a la vez individual. El Comité de Expertos creado para supervisar la aplicación del Pacto ha señalado que todos los Estados Parte, tanto individualmente como a través de la cooperación internacional, tienen la obligación de garantizar una distribución equitativa de los alimentos del mundo en relación con las necesidades existentes. 
Corea del Norte debe asegurarse de que la ayuda internacional de alimentos y otras aportaciones de alimentos se distribuyen equitativamente entre todos sus habitantes sin discriminación. Si la población del país necesita alimentos que las autoridades no pueden suministrarle, éstas deben pedir ayuda al exterior, y abstenerse de utilizar la cuestión para negociar. Los Estados que puedan proporcionar ayuda deben hacerlo, sin vincular esta ayuda a fines políticos particulares. Los alimentos nunca deben utilizarse como instrumento de presión política y económica, ni tampoco deben ser objeto de embargo.

## Abuso Infantil
Según un informe de PSCORE publicado en 2018, los niños norcoreanos se ven obligados desde una edad temprana a trabajar fuera del sistema educativo. Se dedican a trabajos agrícolas, saqueos y actividades peligrosas de construcción..
En la escuela, el abuso físico y psicológico de los estudiantes es común. Son víctimas de sesiones de crítica por parte de sus compañeros y profesores donde los estudiantes deben reflexionar sobre sus acciones e ideas de acuerdo con las enseñanzas de Kim Il-Sung, Kim Jong-Il o Kim Jong-Un.
Los niños en prisión y en orfanatos reciben un trato aún más severo y son castigados física y verbalmente con regularidad.
En general, los jóvenes norcoreanos también se ven obligados a participar en eventos organizados por el partido, como juegos masivos, donde tienen que entrenar intensamente en condiciones difíciles.

### Lugares Físico
Hogar
En la esfera privada, la violencia física es común en Corea del Norte. Varios desertores informaron que es una práctica comúnmente aceptada que los padres sean físicamente violentos con sus hijos.
Los testimonios indican que el grado de violencia infligida a los niños varía entre los padres. Las encuestas muestran que el 52% de los participantes de bajo estatus social sufrieron abuso físico, mientras que solo el 25% de los participantes de alto estatus social han experimentado este tipo de abuso.
También parece que hay una diferenciación en el uso de la violencia basada en el género. El 47% de los hombres encuestados atestiguan haber sufrido abuso físico en comparación con solo el 40% de las mujeres encuestadas.
Escuela
La violencia física se acepta en la escuela de la misma manera que en el hogar privado. El castigo corporal parece ser parte de la vida diaria de los estudiantes.
Instalaciones estatales

La comisión encontró que la mayoría de los perpetradores no rinden cuentas. Una historia aterradora fue contada por un padre de una víctima. En agosto de 2011, agentes del Departamento de Seguridad del Estado arrestaron a su hijo por ver películas surcoreanas. Fue torturado mientras estaba detenido. “Su tobillo izquierdo estaba destrozado y su cara estaba magullada y gravemente desfigurada”. Los padres tuvieron que dar sobornos sustanciales para que la SSD lo liberara. Desafortunadamente, el niño murió unos días después como resultado de la tortura que sufrió, que causó una hemorragia cerebral.
“Tus manos están esposadas a tus espaldas. Y luego te cuelgan para que no puedas pararte o sentarte.” – Jeong Kwang-Il

### Lugares de Abuso
En el hogar o en el hogar de un familiar o conocido es donde los niños son más vulnerables al abuso sexual.  La mayoría de las veces, los niños son víctimas de abusos sexuales.
Pero también la escuela en Corea del Norte es un lugar hostil y peligroso donde los niños a menudo son vulnerables a una amplia gama de malos tratos, incluido el abuso sexual.  Los profesores suelen ser los autores de abusos sexuales en estos incidentes.
Además, numerosas fuentes revelan que el acoso sexual en la vía pública es desenfrenado en Corea del Norte.  Las altas tasas de abusos son cometidos por soldados.  Si un soldado es declarado culpable de cometer una violación, es posible que lo envíen a casa antes de terminar el servicio militar, privándolo de todas las posibilidades de trabajar en el partido. No obstante, la mayoría de los casos de violencia sexual no se denuncian a las autoridades y los soldados generalmente escapan al castigo.
Para sobrevivir, muchos norcoreanos se ven obligados a comenzar a comerciar, una acción considerada ilegal si se realiza sin permiso.  Están a merced de autoridades abusivas y, a menudo, son víctimas de abuso sexual y no pueden hablar en voz alta en su contra debido al riesgo de que sus bienes sean incautados y/o arrestados y/o detenidos.

## Desertores norcoreanos
Desde la división de Corea después del final de la Segunda Guerra Mundial y el final de la Guerra de Corea (1950-1953), los norcoreanos han desertado por razones políticas, ideológicas, religiosas, económicas o personales. Tales norcoreanos se conocen como desertores norcoreanos. Los términos alternativos en Corea del Sur incluyen "refugiados del norte" (en coreano: 탈북자, talbukja) y "nuevos colonos" (새터민, saeteomin). 
Durante la hambruna en Corea del Norte en la década de 1990, hubo un aumento en las deserciones, alcanzando un pico en 1998 y 1999. Algunas de las razones principales para la disminución del número de desertores, especialmente desde el año 2000, son los estrictos patrullajes e inspecciones fronterizas, deportaciones forzadas y un aumento en el costo de la deserción. 